# Синатра, Фрэнк (младший)
Фрэнсис Уэйн «Фрэнк» Синатра (англ. Francis Wayne "Frank" Sinatra; 10 января 1944 — 16 марта 2016) — профессионально известный как Фрэнк Синатра-младший, американский певец, автор песен, дирижёр и актёр.
Сын певца и актёра Фрэнка Синатры и его первой жены, Нэнси Барбато Синатры; младший брат певицы и актрисы Нэнси Синатры; и старший брат телевизионного продюсера Тины Синатры.

## Биография

### Ранние годы
Фрэнсис Уэйн Синатра родился 10 января 1944 года, в Джерси-Сити, штат Нью-Джерси, в семье одного из самых популярных певцов в мире, Фрэнка Синатры. Младший Синатра, который не был технически «младшим», но тем не менее, был известен как Фрэнк-младший на протяжении всей своей жизни, почти не видел своего отца, который постоянно находился в разъездах, либо работал в кино. Тем не менее, он с самых ранних лет мечтал стать пианистом и композитором. Его отец хотел назвать Фрэнсиса в честь Франклина Д. Рузвельта, который был президентом во время его рождения.

### Похищение
Синатра был похищен в возрасте 19 лет, 8 декабря 1963 года, Харры Лейк-Тахо (номер 417). Он был освобожден через два дня после того, как его отец заплатил выкуп в размере $240 000, который потребовали похитители. Барри Кинан, Джонни Ирвин, и Джо Амслер вскоре были пойманы и привлечены к ответственности. Они были приговорены к длительным срокам лишения свободы за похищение человека. Позже Кинан был признан невменяемым в момент совершения преступления и, следовательно, не нёс юридической ответственности за свои действия.

## Карьера

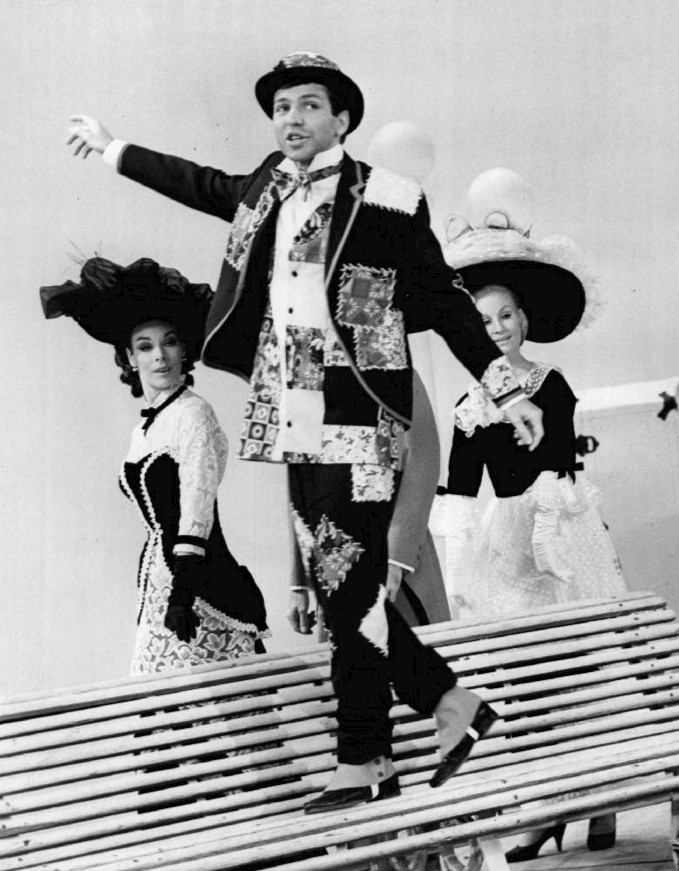
Фрэнк Синатра-младший, 1969

В раннем возрасте Синатра выступал в местных клубах. В возрасте 19 лет он стал вокалистом группы Сэма Донахью. Он также провел значительное время с Дюком Эллингтоном, изучая музыкальный бизнес.
Синатра провел большую часть своей ранней карьеры в дороге. К 1968 году он побывал в 47 штатах и 30 странах мира, появился в качестве гостя на нескольких телевизионных шоу, в том числе в двух эпизодах «The Smothers Brothers Comedy Hour» с сестрой Нэнси, пел со своей группой в казино Лас-Вегаса.

## Личная жизнь
Синатра женился на Синтии МакМурри 18 октября 1998 года; они развелись 7 января 2000 года. Он оставил после себя сына от предыдущих отношений, Майкла Синатру, родившегося 1 марта 1987 года, профессора колледжа, который по состоянию на 2012 год жил в Японии.

## Смерть
16 марта 2016 года, семья Синатры выступила с заявлением в Associated Press, что Синатра умер от сердечного приступа во время поездки в Дейтона-Бич, штат Флорида, в возрасте 72 лет.

## Песни
Синатра написал несколько песен, в том числе:
- «Spice»
- «Believe In Me»
- «Black Night»
- «What Were You Thinking Of?»
- «Missy»

## Дискография
- Young Love For Sale (1965)
- The Sinatra Family Wish You a Merry Christmas (1968) — 4 tracks
- Spice (1971)
- His Way! (1972)
- It’s Alright (1977)
- As I Remember It (1996)
- That Face! (2006)

### Гостевые альбомы
- Dora Hall — Once Upon A Tour (1971)
- Pat Longo’s Super Big Band — Billy May For President (1983)
- Was (Not Was) — What Up, Dog? (1989)
- Gumby (1989)
- Frank Sinatra — Duets II (1994)
- Pat Longo’s Super Big Band — Here’s That Swing Thing (1994)
- Louise Baranger Jazz Band — Trumpeter’s Prayer (1998)
- Steve Tyrell — Songs of Sinatra (2005)

## Фильмография
| Год       |    | Русское название        | Оригинальное название         | Роль                             |
| --------- | -- | ----------------------- | ----------------------------- | -------------------------------- |
| 2010—2011 | с  | Фишки. Деньги. Адвокаты | The Defenders                 | Играет себя                      |
| 2007      | ф  | Все или ничего          | Everything or Nothing         | Судья / The Judge                |
| 2003      | ф  | Голливудские копы       | Hollywood Homicide            | Марти Уилер / Marty Wheeler      |
| 2000—2001 | с  | Сын пляжа               | Son of the Beach              | The Notorious Stink Finger       |
| 2009      | ф  | ...И Позвони мне утром  | ...And Call Me in the Morning | Фрэнк-младший / Frank Jr.        |
| 2006—2016 | мс | Гриффины                | Family Guy                    | Играет себя                      |
| 1999—2007 | с  | Клан Сопрано            | The Sopranos                  | Играет себя                      |
| 1987      | с  | Кодовое имя: Зебра      | Code Name: Zebra              | Козло / Kozlo                    |
| 1979—1988 | с  | Непридуманные истории   | Tales of the Unexpected       | Коттер / Cotter                  |
| 1979—1987 | с  | Лодка любви             | The Love Boat                 | Престон Мэддокс / Preston Maddox |

## Заметки
1. ↑  Хотя некоторые источники указывают его первое имя, как Франклин, Фрэнсис Уэйн Синатра является правильным, в соответствии с волей его отца и Нэнси[5][6][7].
2. ↑  Что эквивалентно $1 860 000 в 2016 году[9].